# Иван Вукадиновић
Иван Вукадиновић (Београд, 1974) српски је писац и есејиста.

## Биографија
Вукадиновић је завршио VI београдску гимназију и Факултет организационих наука у Београду.
Пише романе епске и научне фантастике, есеје о геополитици, науци и књижевности, као и путописе планинарске тематике.
Као романсијер је дебитовао 2006. фантазијском трилогијом „Три гоблина“ која представља наставак Толкиновог света, да би у романима о Агарти ушао у области езотерије и научне фантастике.

## Пријем код критике
Владимир Ђурић Ђура поводом романа Јеретици Агарте оцењује да Вукадиновић има „знање и велику ерудицију“, те да роман нуди „лепу компилацију“. По Ђурићу, Вукадиновићево увођење научне фантастике у тему о Агарти — мотиву који је, као и енергија врила, занимао и нацисте — увршћује овог писца међу оне које, по класификацији Нормана Спинрада, стварају „фантастику у реалним земљама“.
Данко Стојић о роману Јеретици Агарте каже: „Вукадиновић је писац који поседује одлична знања из многих научних и паранаучних области (...) Књишка знања хране његову машту и нагоне га на разноврсне спекулације (...) Јеретици Агарте могу бити својеврстан бревијар за љубитеље мистике и окултизма.“
Исти критичар поводом романа Артефакт каже: „Иван Вукадиновић се у својим романима који су на граничној области научне и историјске фантастике визионарски и смело поиграва феноменима времена и простора, док му је машта безгранична“.

## Дела
- Вечна ватра ("Три гоблина" 1: хиљаду година после Господара прстенова), самостално ауторско издање, Београд, 2006. и. 2007.  978-86-908903-0-9.. и.  978-86-908903-1-6..
- Скиптар ("Три гоблина" 2), самостално ауторско издање. .
- Зора Новог дана ("Три гоблина" 3), самостално ауторско издање. .
- Агарта: краљевство подземља и земље, „Либер“. .
- Јеретици Агарте, „Драслар партнер“. .
- Артефакт, „Скрипторијум“. .
- Свет Агарте, „Пешић и синови“. .